# Andrew de Moray
Andrew de Moray, (in latino Andreas de Moravia), (1265 circa – 1297), è stato un condottiero e patriota scozzese, anche conosciuto come Andrew Moray o Andrew Murray. Primogenito di una famiglia nobile, fu un importante leader militare delle forze patriottiche durante le guerre di indipendenza scozzesi. Guidò la rivolta nel nord della Scozia, nell'estate del 1297 contro l'occupazione di re Edoardo I d'Inghilterra, riprendendo il controllo della zona a favore del re Giovanni di Scozia.
Unì le proprie forze con quelle guidate da William Wallace, e congiuntamente portarono l'esercito unito alla vittoria nella Battaglia di Stirling Bridge. Moray fu ferito mortalmente durante questa guerra, e morì in una data sconosciuta negli ultimi mesi del 1297.

## La provincia riottosa
Andrew Moray nacque nella seconda metà del XIII secolo, la data precisa ed il luogo restano sconosciuti così come non è noto se avesse fratelli o sorelle e in quale numero. Suo padre, Andrew Moray (morto 1298) fu Giudice di Scozia ed era a sua volta figlio di Walter Moray che fu Giustiziere di Lothian la cui moglie era erede della casata dei Bothwell. I Moray erano una potente famiglia con estese influenze nella zona di Moray contea dove si situava la loro base di potere e le loro origini si facevano risalire a tale Freskin, un nobile minore che si mosse nella corte di Davide I di Scozia e che si credeva fosse di origini fiamminghe.
Davide I diede a Freskin delle terre nella zona del Laich of Moray nel XII secolo e lì egli costruì un castello Motte e bailey sulle scogliere settentrionali del Loch Spynie (che attualmente non esiste più essendo stato prosciugato per far posto a del terreno agricolo fra il XVIII e il XIX secolo).
Storicamente la provincia di Moray si era sempre tenuta piuttosto lontana dal potere centrale del regno di Scozia e aveva resistito strenuamente ad ogni tentativo di conquista. Molti eserciti reali erano stati sconfitti in questi tentativi, fra questi vi fu Dubh di Scozia che morì nel corso di uno scontro con gli uomini di Moray nel 967. La provincia fu particolarmente problematica per i re della dinastia di Canmores (stirpe che si generò da Malcolm III di Scozia) fino a che a metà del XII secolo gli abitanti del Moray vennero ricondotti a più miti consigli.
Nel 1130 era scoppiata una rivolta capitanata dal Mormaer Óengus di Moray che venne sonoramente sconfitto alla battaglia di Stracathro del 16 aprile, con questa sconfitta l'indipendenza della regione dalla corona ebbe termine e si dovette aspettare il 1312 quando Roberto I di Scozia donò il Moray a suo nipote Thomas Randolph (I conte di Moray). Quando al trono salì Davide I la regione era nominalmente sottomessa, ma per scoraggiare ulteriori ribellioni egli vi trapiantò uomini di origine fiamminga o anglo-normanna che sarebbero stati fedeli alla corona e Freskin fu uno di loro. La provincia era comunque ben lungi dall'essere pacificata, tanto che Malcolm IV di Scozia fece emigrare diverse famiglie di ribelli e ci volle l'arrivo, nel 1229, dell'esercito regio comandato da William Comyn, Lord di Badenoch (1163 circa-1233) che pacificò brutalmente la zona per conto di Alessandro II di Scozia che lo ricompensò con la Signoria di Badenoch.

## La potente famiglia dei De Moray
Alla vigilia delle Guerre di indipendenza scozzesi la famiglia di Andrew, che aveva ormai assunto il cognome de Moray si era largamente stabilita sia nel nord che nel sud del paese, avevano accluso ai loro titoli la Signora di Petty col relativo castello di Hallhill sulla sponda meridionale del Moray Firth, la Signoria di Avoch nelle Black Isle con il relativo castello di Avoch situato a est di Inverness e in posizione dominante rispetto al Moray Firth ed infine anche la Signoria di Borham con il castello di Gauldwell. Fra queste proprietà erano situate anche altre terre, sempre sotto il controllo della famiglia e di questo grande patrimonio Andrew ne era l'erede. A tutta questa ricchezza si accompagnava un certo potere politico, suo padre era stato Giustiziere di Scozia dal 1289 al 1296 ed era stato una delle figure centrali nel periodo risalente alla prematura morte di Alessandro III di Scozia avvenuta proprio nel 1296.
A livello personale si era imparentato con i Comyn sposando in seconde nozze Euphemia Comyn, sorella di John Comyn, III Signore di Badenoch e nipote di Giovanni di Scozia andandosi a legare con quella che era, al momento, la più importante famiglia di Scozia. Se suo padre era ben stabilito al sud, suo zio William Moray di Bothwell era ben sistemato nelle regioni di Lanarkshire e a Lilleford nel Lincolnshire, per altro William era conosciuto come un uomo estremamente ricco le cui ricchezze personali erano tanto vaste da permettergli la costruzione del Castello di Bothwell costruito in modo da poter dominare il Clyde. Il castello era stato costruito seguendo le ultime mode in termini di architettura che si potevano trovare nei castelli del continente, questo per dare un chiaro segno della misura dell'influenza e del potere della famiglia.
La fortuna voleva che Andrew fosse anche l'erede di questo facoltoso zio. I Moray che risiedevano nella zona di Petty erano ben inseriti entro la chiesa scozzese, un lontano parente di Andrew, Andreas de Moravia (tardo 1100-1242) era stato vescovo di Moray, nel 1224 aveva fatto trasferire la sede vescovile ad Elgin e aveva finanziato la costruzione della Cattedrale di Elgin. Un altro parente, Davide de Moravia (morto 1326) era rettore presso Bothwell e divenne quindi Vescovo di Moray nel 1299 per volere di Papa Bonifacio VIII, in seguito Davide divenne uno strenuo sostenitore dei diritti di Robert Bruce al trono di Scozia.

## Il paese senza re
Nel 1286 la Scozia si trovò in gravi ambasce, il suo re Alessandro III di Scozia morì improvvisamente per una caduta da cavallo il 19 marzo mentre andava da Kinghorn al Castello di Edimburgo dove doveva riunirsi alla moglie Iolanda di Dreux. Ella era la seconda moglie di Alessandro, il suo primo matrimonio con Margherita d'Inghilterra aveva prodotto tre figli, ma entrambi i maschi erano morti giovani, dopo dieci anni di vedovanza Alessandro, che era senza eredi, si era risposato nel 1285 con Iolanda che al momento della morte del re era incinta. Il bambino in ogni caso non nacque mai e il trono di Scozia andò alla piccola Margherita di Scozia, figlia dell'unica figlia femmina di Alessandro che era andata in sposa a Eirik II di Norvegia. Purtroppo la bambina non arrivò mai a regnare poiché morì all'età di sette anni nel 1290, il trono era quindi vacante e i nobili si preparavano per poter riuscire ad indossare la corona.
Robert Bruce, V Signore di Annandale fu il primo che ci provò nel 1286, ma venne prontamente ostacolato dai suoi colleghi nobili che ne fermarono l'esercito. Nella confusione del momento i nobili decisero di rivolgersi al loro potente vicino Edoardo I d'Inghilterra che era anche fratello della prima e defunta moglie di Alessandro. A quel tempo Edoardo non aveva ancora palesato le proprie ambizioni di conquista sul regno di Scozia e quindi si avvalse del proprio potere per istituire una corte che avrebbe dovuto giudicare la questione che era divenuta nota come Grande causa, ovviamente la sua consulenza ebbe un prezzo, la sua nomina a Lord Paramount.
I contendenti al trono erano molti, ma due erano quelli con le maggiori chance, Robert Bruce, V Signore di Annandale e Giovanni di Scozia, membro della famiglia Comyn, dopo una lunga pausa Edoardo si pronunciò a favore di quest'ultimo. Il nuovo re, incoronato nel 1292, doveva comunque riconoscere la maggiore autorità di Edoardo sulla sua e questo segnò l'inizio della sua fine, giacché Edoardo era ben deciso a far valere i propri poteri divenendo una presenza costante negli affari interni alla politica scozzese. Questo stato di cose non poteva durare per sempre, nel 1295 Giovanni firmò con la Francia la Auld Alliance, l'anno seguente Edoardo si preparò a invadere la Scozia e Giovanni fu costretto ad abdicare.

## La Scozia sotto assedio
Nella primavera del 1296 insieme al padre e allo zio Andrew si unì all'assemblea dei nobili feudatari che si erano riuniti in vista dell'imminente assalto inglese. Un piccolo contingente composto dai conti di Atholl, Ross e Mar insieme a John Comyn si diressero verso Carlisle, nel Cumberland, per porla sotto assedio lasciando dietro di sé una scia di devastazione. Tuttavia a Carlisle si trovarono di fronte a un'amara sorpresa il loro compatriota Robert Bruce Vi Signore di Annandale stava difendendo il castello insieme agli inglesi, i cancelli del castello restarono serrati e agli invasori non restò che piegare verso il Northumberland razziando e bruciando diversi villaggi. Edoardo dal canto suo si stava preparando ad invadere la Scozia, ma dipendeva ancora parzialmente dal sostegno dei nobili che non gli venne a mancare, il 25 marzo diversi di loro insieme a Robert Bruce gli giurarono obbedienza.
L'esercito inglese si diresse quindi verso Berwick-upon-Tweed passando il confine attorno al 30 marzo poiché Berwick cadde in fretta avendo da opporre ben poca resistenza. Una volta giunti in Scozia gli inglesi sconfissero gli scozzesi alla Battaglia di Dunbar (1296) sotto la guida di Giovanni de Warenne, VI conte di Surrey. La battaglia di Dunbar segnò la fine delle ostilità, gli scozzesi non erano più in grado di combattere, Giovanni venne deposto a Montrose, ma Edoardo non si fermò da lì si diresse ad Elgin dove arrivò nel mese di luglio, lì rimase per qualche giorno allo scopo di assicurarsi la fedeltà di un certo numero di notabili scozzesi fra cui anche Robert Wishart Vescovo di Glasgow che sarebbe poi diventato uno dei maggiori sostenitori di Robert Bruce. Coloro che avevano combattuto a Dunbar vennero presi prigionieri, Andrew finì al Chester Castle, mentre suo padre andò alla Torre di Londra, Andrew comunque non rimase prigioniero troppo a lungo e presto tornò libero.

## L'inizio della ribellione
Edoardo impose una stretta dominazione sulla Scozia ed a capo di essa fu posto Giovanni de Warenne, VI conte di Surrey, l'efficiente Hugh de Cressingham (morto l'11 settembre 1297), da anni entro l'amministrazione della corona inglese fu nominato tesoriere, mentre Walter Amersham divenne Cancelliere e ovviamente anche le posizioni di Giustiziere vennero riassegnate a uomini di provata fede inglese. Anche i castelli posti nelle posizioni più strategiche vennero riassegnati ai nobili di Edoardo, la conseguente tassazione fu oltremodo pesante e Cressingham in pochi mesi riuscì a mettere insieme una notevole somma, infine i nobili scozzesi che erano stati sconfitti vennero chiamati alla coscrizione obbligatoria per andare a combattere nelle Fiandre dove si stava combattendo una guerra contro la Francia. Queste novità provocarono un vasto allarme e tutti insieme contribuirono alla crescente irrequietezza della popolazione e dei nobili.
Intanto Andrew era riuscito a scappare dalla prigionia nell'inverno 1296-1297 e benché non sia noto in quale modo sia riuscito a fuggire egli riuscì a tornare nelle proprie terre, poco dopo egli proclamò la propria sfida al comandante inglese di Avoch e il 3 maggio lo sceriffo inglese di Lanark venne ucciso durante una rappresaglia capitanata dal rivoluzionario William Wallace. Questa notizia galvanizzò diversi piccoli possidenti che vivevano nelle terre di Andrew che si unirono a lui alla lotta ed anche molti di coloro che avevano combattuto per suo padre, che probabilmente morì alla Torre, si dichiararono pronti a seguirlo.

## Si accendono le polveri
Nei primi mesi del 1297 la ribellione sorse un po' ovunque in Scozia, funzionari regi vennero uccisi e le loro proprietà distrutte, alcuni resistettero con successo e furono ringraziati dal re, mentre altri vennero esortati a venire a patti con i ribelli, in ogni caso presto la situazione si fece seria ed Edoardo ordinò che nuovi uomini e nuovi comandanti venissero spediti in Scozia. Andrew intanto stava gettando la regione natale nel caos, lo sceriffo di Elgin era lo scozzese Reginald Cheyne che, come altri, aveva giurato fedeltà ad Edoardo. La presenza di uomini locali nelle amministrazioni era stata un bene all'inizio, ma l'effettiva lealtà di queste persone è messa in dubbio da molti cronacotecari inglesi, Cheyne era intanto preoccupato per la ribellione crescente e scrisse per chiedere aiuto, la risposta fu di stroncare le rivolte. Il 25 maggio lui ed i suoi uomini si incontrarono al castello di Inverness per capire come trattare con Andrew, uno dei partecipanti era William FitzWarin, conestabile del Castello di Urquhart posto sulle rive occidentali del Loch Ness.
Dopo l'incontro lui e la sua scorta stavano tornando al castello, quando, a poche miglia da Inverness, caddero in un'imboscata tesa da Andrew, egli riuscì in un qualche modo a scappare e a tornare a casa, ma il giorno dopo si risvegliò con Urquarth sotto assedio con Andrew che chiedeva la sua resa. Tuttavia Andrew non era equipaggiato per un lungo assedio, provò con i suoi soldati a prenderlo durante un attacco notturno, ma fu costretto a desistere, non prima però di aver dato un assaggio di quel che i ribelli potevano fare. Andrew continuò con maggior successo la propria campagna durante l'estate, diversi altri nobili si unirono a lui e diversi castelli del Moray e del nord tornarono in mano scozzese, molti dei suoi successi non sono documentati ed altri sono finiti, per errore, ad onore di William Wallace. Le cronache riportano infatti che fu lui ad attaccare il porto di Aberdeen e a bruciare le navi che vi erano ormeggiate, tuttavia gli storici ritengono che non vi siano prove sufficienti ad asserire che Wallace si sia mai recato ad Aberdeen e che quest'azione sia stata compiuta da Andrew.
Per fronteggiare la minaccia costituita da Andrew e Wallace Edoardo pensò di usare quei nobili scozzesi che avevano accettato di andare nelle Fiandre, tanto che l'11 giugno egli scrisse ai nobili di mettere in piedi i loro seguiti e marciare verso il Moray per ridurre i due ribelli all'obbedienza. Fra coloro che vennero mandati in missione v'era anche John Comyn che di Andrew era parente che si recò al nord insieme al fratello Alexander, le istruzioni dei due fratelli era di rimanere là finché la ribellione non fosse stata stroncata. Andrew partì per andargli incontro e i tre si incontrarono presso Spey, fra Inverness ed Aberdeen e non esistono resoconti attendibili di quanto accadde. Quello che appare certo era che nessuno dei due aveva voglia di combattere uomini che non vedevano come nemici e che cercarono, semplicemente, di separare le loro strade. Il Vescovo Henry Cheyne scrisse al re rassicurandolo in merito al buon esito della cosa, ma Cressingham, dal canto suo, scrisse che dubitava fortemente che i fratelli Comyn avessero ottemperato ai loro doveri e che si stessero comportando in maniera quantomeno ambigua.
Sia come sia Andrew continuava a mettere a soqquadro il nord mentre Wallace alzava il centro contro gli inglesi, mancava solo il sud che si sollevò sotto la guida di James Stewart (morto il 16 luglio 1309) e del vescovo Robert Wishart, in quella rivolta si inserì anche Robert Bruce. Tale rappresaglia tuttavia fu molto debole se paragonata a quelle che Andrew e Wallace portavano avanti nelle rispettive regioni tanto che capitolò rapidamente nel mese di luglio quando gli inglesi arrivarono alle porte di Irvine (Regno Unito), tuttavia essi si unirono agli altri ribelli scozzesi per assommare le rispettive forze.
Capito che Andrew non si sarebbe arreso con la forza Edoardo tentò altre strade, gli propose di rilasciare suo padre, che sarebbe andato a combattere nelle Fiandre, se il figlio si fosse offerto come ostaggio al posto suo, fu anche preparato un salvacondotto, ma non è noto se Andrew l'abbia mai ricevuto o se abbia deciso di non aderire e suo padre rimase alla Torre.

## Stirling
Nella tarda estate del 1297 l'autorità di Edoardo in Scozia si era notevolmente ridotta, dei castelli a nord del Forth gli era rimasto solo quello di Dundee che fu posto sotto assedio nel mese di settembre. Ormai a Edoardo non restava che tentare un'invasione su larga scala e anche Warenne alla fine riconobbe che contro Andrew e Wallace andavano prese misure drastiche, poiché fino ad allora si era mostrato piuttosto riluttante ad agire d'autorità su di loro. Warenne decise quindi di andare a fronteggiarli nella parte centrale della Scozia ed Andrew e Wallace risposero assediando Dundee e poi marciando verso Stirling dove si fermarono per attendere gli inglesi.
Andrew e Wallace dispiegarono il loro piccolo esercito lungo il Forth vicino al vecchio ponte di Stirling posto all'ombra del Castello di Stirling, quanto a Warenne egli affrontò lo scontro imminente senza discostarsi dallo stile convenzionale con cui si combatteva all'epoca e questa si dimostrò un'infelice decisione. Egli spedì la sua avanguardia attraverso lo stretto ponte sul fiume mandandoli dritti sotto l'obiettivo degli scozzesi i quali, invece di aspettare l'arrivo di tutta l'armata inglese preferirono lanciarsi all'attacco dei primi che marciarono contro di loro. Quel che ne seguì fu una carneficina, l'avanguardia di Warenne, rimasta isolata, fu fatta a pezzi mentre il grosso dell'esercito rimase sull'altra riva del fiume e cominciò a fuggire quando fu chiaro che stavano per essere ampiamente schiacciati e scacciati dai ribelli scozzesi.
Si ritiene che Warenne abbia perso almeno cento cavalieri e cinquemila fanti nel massacro della Battaglia di Stirling Bridge e fra i caduti inglesi di una certa importanza vi fu anche il Tesoriere Hugh Cressingham. I caduti scozzesi non vennero registrati, erano per lo più uomini a piedi che rimasero tragicamente senza nome, solo di uno di loro venne segnata la perdita: Andrew Moray era caduto.

## La controversa data di morte
La vittoria a Stirling segnò lo zenit della campagna di Andrew e Wallace contro Edoardo, d'altronde Andrew non era diventato un buon cavaliere per caso, era stato addestrato per questo e aveva usato le sue capacità per mettere insieme un esercito sufficientemente capace ed era stato in grado di condurlo. Sulla data effettiva della morte di Andrew vi sono delle contraddizioni, un'inchiesta condotta sugli affari di suo zio William Moray morto povero in Inghilterra nel 1300 sembrò determinare che egli era deceduto in battaglia tre anni prima. Ci sono però tre lettere firmate da lui e spedite pochi mesi dopo lo scontro, la prima venne spedita da Haddington l'11 ottobre ed era indirizzata ai sindaci di Amburgo e di Lubecca, due città della Lega anseatica. La seconda, per il priore di Hexham è datata al 7 novembre, altri documenti scritti da lui non ce ne sono e alcuni storici hanno concluso che a Stirling fosse rimasto ferito tanto gravemente da morirne qualche mese dopo.
Altri invece continuano a pensare che Andrew sia effettivamente deceduto nello scontro e che la firma apposta nelle lettere potrebbe essere stata messa nonostante egli fosse ormai morto per volere di Wallace. La morte di Andrew non lo aveva privato solo di un valente compagno d'armi, ma anche della protezione che egli gli forniva dalla gelosia dei membri dell'élite nobiliare scozzese. Wallace era stato un fuorilegge prima di assurgere alla gloria come liberatore e adesso, senza Andrew, era nuovamente esposto alle mire di tutti color che credevano che egli stesse esercitando un potere che non gli spettava usurpandolo a loro. Continuare a unire le loro firme avrebbe potuto essere un atto necessario per conservare credibilità e potere prima che egli venisse nominato Guardiano di Scozia alla fine del 1297, da quel momento l'appoggio di Andrew poteva anche venire meno e la sua firma sparì. Pochi mesi dopo la sua vedova di Andrew, il cui nome non ci è noto, diede alla luce un figlio Andrew Murray, egli divenne Signore di Petty e continuò a combattere gli inglesi sotto il regno di Edoardo III d'Inghilterra, fu reggente durante il regno di Davide II di Scozia, figlio di Roberto I di Scozia, e come il padre, dedicò la vita alla difesa del paese.